# Émile Reymond

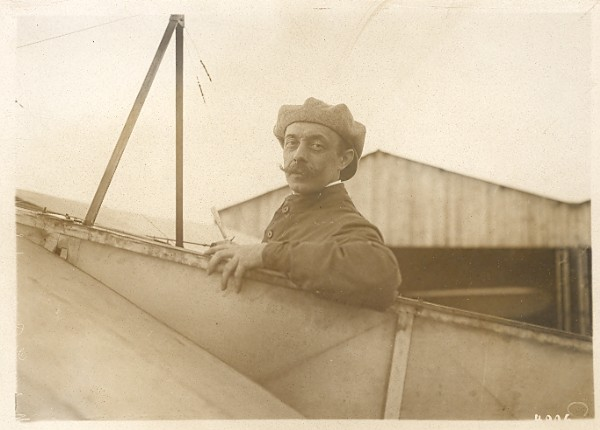
Émile Reymond bei seiner Flugprüfung 1910

Emile Reymond (* 2. April 1865 in Tarbes, Département Hautes-Pyrénées; † 22. Oktober 1914 in Toul, Département Meurthe-et-Moselle) war ein französischer Mediziner, Senator und Flugpionier.

## Leben
Émile Reymond war der Sohn von Francisque Reymond, eines Abgeordneten der französischen Nationalversammlung und Senators, eines Freundes von Pierre Waldeck-Rousseau. Émile Reymond besuchte in seiner Jugend die Eliteschulen Lycée Hoche in Versailles, Lycée Condorcet und Lycée Henri IV in Paris. Nach mathematischen Studien und einem Intermezzo in der Bildhauerei wandte er sich der Medizin zu. Er machte schnell Karriere als Chirurg: in Paris, in Sèvres und ab 1903 in Nanterre.
Reymonds politische Laufbahn begann 1903 als Vertreter des Kantons Boën-sur-Lignon im Rat des Arrondissement Montbrison. 1905 wurde er dessen Präsident. Nachdem im selben Jahr sein Vater gestorben war, wurde Émile Reymond bei der Nachwahl an dessen Stelle in den Senat gewählt.
Reymond erwarb im August 1910 den Pilotenschein und wurde zu einem begeisterten Flieger. Er unternahm mehrere Reisen mit dem Flugzeug durch Frankreich und einmal bis in die Sahara. Als Politiker setzte er sich für den Einsatz der Luftfahrt zu militärischen Zwecken ein. Unablässig prangerte er im Senat an, dass Frankreich beim Aufbau seiner Luftstreitkräfte hinter dem Deutschen Reich zurücklag.
Als 1914 der Erste Weltkrieg ausbrach, stellte er sich nicht nur als Arzt, sondern auch als Pilot in den Dienst der Armee. Am 21. Oktober 1914 wurde er auf einem Erkundungsflug in einem Blériot-Doppeldecker nach Chambley, Mars-la-Tour und Thiaucourt im Niemandsland am Wald von Mort-Mare zwischen den deutschen und französischen Linien abgeschossen. Sein Beobachter Alfred Clamadieu war auf der Stelle tot, Reymond konnte sich in der Nacht schwer verletzt bis zu den französischen Linien schleppen. Er wurde ins Krankenhaus nach Toul gebracht, wo er vor seinem Tod noch seine Erkenntnisse des Beobachtungsflugs weitergab.
Émile Reymond wurde in Toul begraben und nach Kriegsende nach Montbrison überführt.